# Венгжинув (Свентокшиське воєводство)
Венгжинув (пол. Węgrzynów) — село в Польщі, у гміні Мнюв Келецького повіту Свентокшиського воєводства.
Населення — 585 осіб (2011).
У 1975-1998 роках село належало до Келецького воєводства.

## Демографія
Демографічна структура на день 31 березня 2011 року:
|          | Загалом | Допрацездатний вік | Працездатний вік | Постпрацездатний вік |
| -------- | ------- | ------------------ | ---------------- | -------------------- |
| Чоловіки | 292     | 72                 | 195              | 25                   |
| Жінки    | 293     | 62                 | 178              | 53                   |
| Разом    | 585     | 134                | 373              | 78                   |